# Oughterside and Allerby
Oughterside and Allerby is een civil parish in het bestuurlijke gebied Allerdale, in het Engelse graafschap Cumbria. In 2001 telde het dorp 626 inwoners.